# NGC 7051
NGC 7051 é uma galáxia espiral (Sa) localizada na direcção da constelação de Aquarius. Possui uma declinação de -08° 46' 57" e uma ascensão recta de 21 horas, 19 minutos e 51,3 segundos.
A galáxia NGC 7051 foi descoberta em 30 de Julho de 1827 por John Herschel.